# Laena faillei
Laena faillei (лат.) — вид жуков-чернотелок рода Laena из подсемейства мохнатки (Lagriinae, Tenebrionidae). Юго-Восточная Азия. Вид назван в честь Arnaud Faille (Штутгарт), собравшего типовую серию.

## Распространение
Юго-Восточная Азия: Вьетнам, провинция Кханьхоа, уезд Cam Lâm (Suoi Cat, Hon Ba NR; 900—1500 м).

## Описание
Мелкие бескрылые жуки-чернотелки, длина тела от 4,0 до 4,8 мм, спинная поверхность темнокоричневая со слабым зеленоватым металлическим блеском, ноги отчётливо светлее. L. faillei сходен с видами L. vietnamica Masumoto, 1995 и L. hystrix Masumoto, 1996, с которыми имеет общий размер и форму тела, боковые края переднеспинки и невооруженные бёдра. Однако у L. vietnamica и L. hystrix дорсальная сторона лишена металлического блеска, пунктировка переднеспинки и надкрылий мельче и плотнее, почти все дорсальные пунктировки несут длинные прямые волоски, а промежутки между надкрыльями почти плоские. Вид был впервые описан в 2023 году немецкими колеоптерологами Вольфгангом Шваллером (Dr. Wolfgang Schawaller) и Aron Bellersheim (Staatliches Museum für Naturkunde, Штутгарт, Германия).